# Jacques Herbillon
Pour les articles homonymes, voir Herbillon.
Jacques Herbillon, né le 20 mai 1936 à Reims et décédé dans la même ville le 16 mai 2003, peu de temps avant son 67e anniversaire, est un baryton français.

## Biographie
Il fait ses études au conservatoire de Reims, à l’École normale de musique de Paris avec Gabrielle Gills, et au conservatoire de musique de Genève avec Pierre Mollet. Il reçoit le Grand Prix Gabriel Fauré ainsi que le Prix du Concours international de Genève en 1961.
Grand spécialiste de Gabriel Fauré, il entreprend, à partir de 1961, de nombreuses tournées de concerts et de récital sous l’égide des Jeunesses musicales de France. Il se produit sur la scène internationale dans de nombreux opéras de chambre et participe aussi à de nombreuses créations.
Il a enregistré des mélodies de Fauré avec le pianiste roumain Théodore Paraskivesco, dont La bonne chanson et L’Horizon chimérique et aussi un album de mélodies de Ravel incluant le cycle Don Quichotte à Dulcinée ; ces disques parurent sous l’étiquette Calliope.
- 1967 : L’Apostrophe d’après Honoré de Balzac (Les Cent Contes drolatiques), mise en scène Jean Darnel, Théâtre Grévin

## Discographie

### 33T
- Gabriel Fauré, Mélodies, avec Théodore Paraskivesco (piano), op. 1, 2, 4, 5, 6, 7 et 8 — CAL 1841
- Gabriel Fauré, Mélodies, avec Théodore Paraskivesco (piano), op. 21 « Poème d’un jour », op. 18, 23, 27, 39 et 43 — CAL 1842
- Gabriel Fauré, Mélodies, avec Théodore Paraskivesco (piano), op. 58 « 5 Mélodies de Venise », op. 46, 51 et 57 — CAL 1843
- Gabriel Fauré, Mélodies, avec Théodore Paraskivesco (piano), op. 61 « La Bonne Chanson », op. 76, 83, 85 et 86 — CAL 1844
- Gabriel Fauré, Mélodies, avec Théodore Paraskivesco (piano), op. 3 no 2, op. 92, 94, op. 106 « Le Jardin Clos », op. 113 « Mirages », op. « L’Horizon Chimérique » — CAL 1845
- Henri Duparc, Mélodies, avec Chantal Debuchy (piano) — CAL 1801
- Maurice Ravel, Mélodies, avec Théodore Paraskivesco (piano) — CAL 1856
- André Campra, Oratorio de Noël (Nativitas Domini Nostri Jesu Christi), Psaume CXXV In convertendo Dominus, Edith Selig, soprano, Eric Happy, ténor, Jacques Herbillon, baryton, Marc Schaeffer, orgue, Ensemble vocal du conservatoire de Strasbourg, Collegium Musicum de Strasbourg, dir Roger Delage. LP stéréo A. Chardin 1965 AMS 82 report CD 2011.